# Jimmy Woo

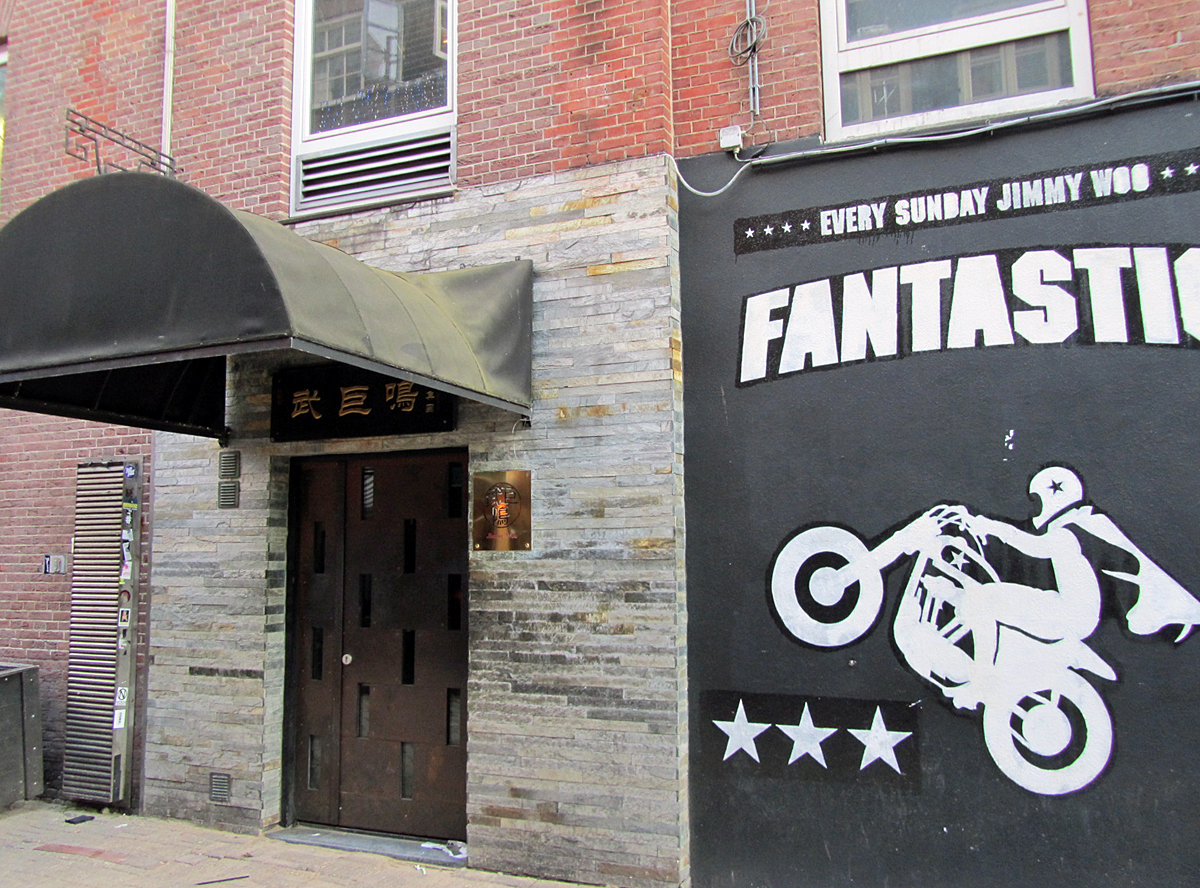
Ingang van Jimmy Woo in 2012

Jimmy Woo is een nachtclub op de Korte Leidsedwarsstraat nr. 18 te Amsterdam, die in december 2003 geopend werd en waar naast een reguliere programmering ook (thema)feesten georganiseerd worden.

## Naamgeving en opening
De Jimmy Woo werd gecreëerd door horeca-ondernemer Casper Reinders, die als verzamelaar van Chinees antiek op het idee kwam om met zijn aanwinsten een club van een fictieve eigenaar in te richten. In oktober 2003 werd deze fictieve eigenaar, genaamd Jimmy Woo, aangekondigd met zijn plannen om een club te openen op een nog onbekende locatie in Amsterdam. Woo was naar geruchten een welgestelde zakenman uit Hong Kong, die naast het runnen van een opiumhandel, bovendien een kungfu-grootmeester was.
Van een pand op de Korte Leidsedwarsstraat, eigendom van de vastgoedondernemers Ronnie Rosenbaum en David Beesemer, werden in het najaar van 2003 twee verdiepingen omgebouwd tot nachtclub. Over de naam vertelde Reinders: "Ik zocht een Engels-Chinese naam, beetje Hong Kong-gevoel, en kwam zo op Jimmy Woo. Tot mijn verbazing zag ik dat van de 1,3 miljard Chinezen niemand de naam Jimmywoo.com had geclaimd. Dan maar all the way, dacht ik."
Reinders hield tot na de opening in december 2003 vol dat Jimmy Woo echt bestond. Zelfs een verslaggever van De Telegraaf plande een interview met de 'Chinese zakenman', om uiteindelijk teleurgesteld te worden door Reinders.
Vanaf het begin is de Jimmy Woo een groot succes. Er komen BN'ers en, minder regelmatig, internationale bekendheden in de club: Rihanna, Stacey Rookhuizen en Ben Saunders zijn enkele bezoekers. Het succes leidt tot een aanbod vanuit Las Vegas om in die stad een soortgelijke club met dezelfde naam te openen, maar Reinders slaat deze af.

## Inrichting en werkwijze
Voor de Jimmy Woo staat een hek waar de gasten worden gekeurd aan de deur. Eenmaal binnengelaten moet de gast via een trap naar boven langs de garderobe en de toiletten, om op de bovenverdieping terecht te komen in de loungebar, waar banken en tafels staan. Via een andere trap kan men naar beneden, waar de danszaal zich bevindt. Kenmerkend voor deze danszaal is het plafond, dat volledig is bedekt door 12.000 lampen.
Socialite Morris Nieuwenhuis werkte in zijn vroegere carrière als deurman bij de Jimmy Woo, en vertelde in het programma Je zal het maar zijn tegen Sophie Hilbrand dat de selectie bij de deur zeer streng is, en het uiterlijk, verzorging en sociale status in meeweging wordt gebracht bij de toelating.

## Overname
Omdat eigenaar Casper Reinders zich wat meer uit het nachtleven wilde terugtrekken verkocht hij Jimmy Woo in juni 2023 aan Joris Bakker en Pieter de Kroon, eigenaren van de naastgelegen uitgaansgelegenheid Chicago Social Club. Zij gaan Jimmy Woo runnen in samenwerking met Jesse Jansman en Samuel Hodenpijl, die met hun evenementenbureau Colored With Black uiteenlopende feesten in Amsterdam organiseren. Omdat zij dat ook in Jimmy Woo gaan doen, werd de samenwerking met alle externe organisatoren beëindigd.